# 福谢瓦托沃农村居民点
福谢瓦托沃农村居民点（俄语：Фощеватовское сельское поселение）是俄罗斯联邦别尔哥罗德州沃洛科诺夫卡区所属的一个农村居民点。其下辖有2个居民点，行政中心为福谢瓦托沃。据2016年统计，该农村居民点的人口为1215人。